# Kupferfund von Neuenkirchen

Neuenkirchen Landkreis Mecklenburgische Seenplatte

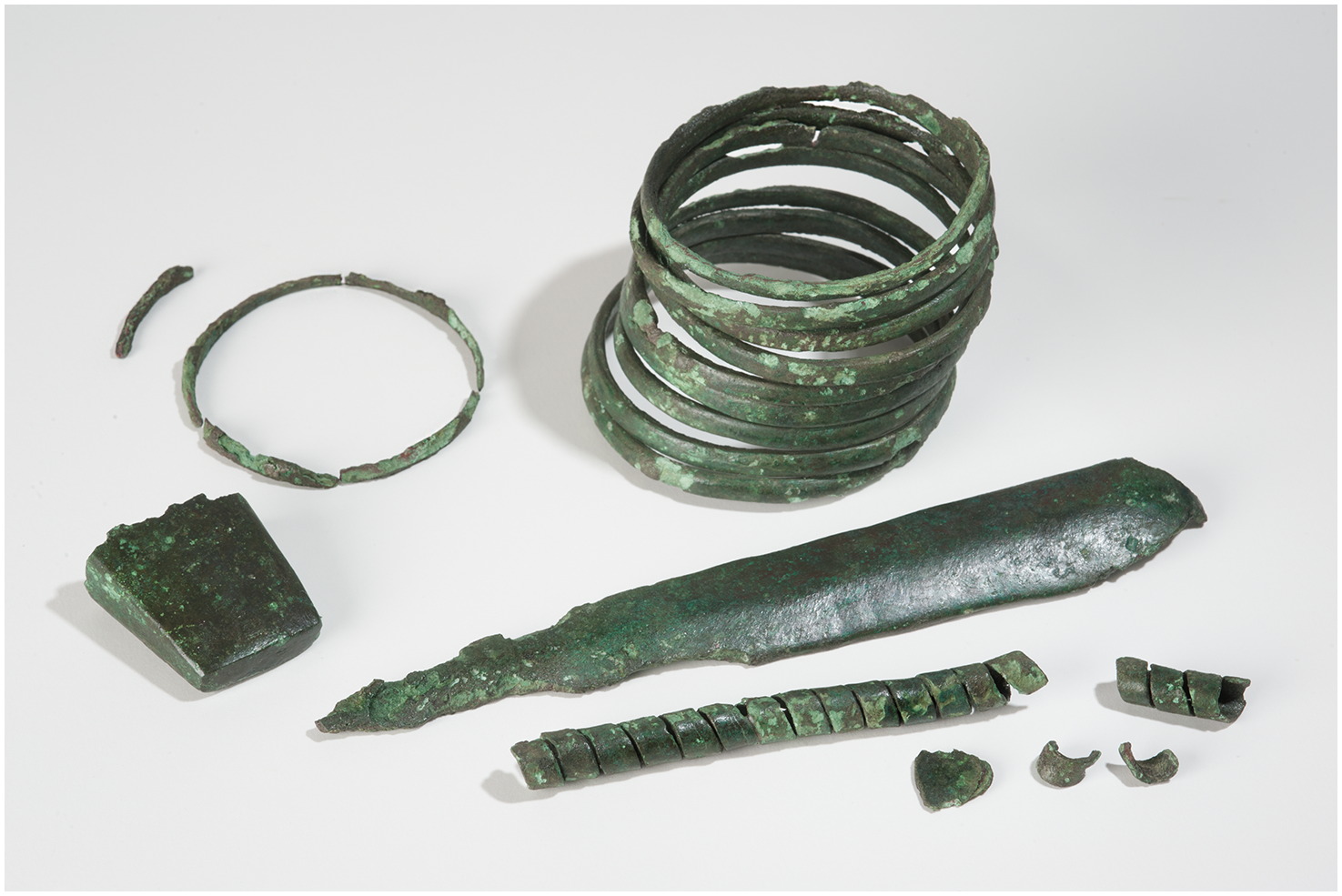
Der Kupferfund von Neuenkirchen

Der Kupferfund von Neuenkirchen im Landkreis Mecklenburgische Seenplatte wurde im Jahre 1998 im Zuge von Untersuchungen auf der Trasse der Bundesautobahn 20 geborgen. Bei den vier Gegenständen von Neuenkirchen handelt es sich um:
- das Bruchstück eines Flachbeils,
- einen fragmentarischen Dolch,
- eine Armspirale
- eine aus einer Bandspirale gebildete kleine Hülse.

Das an den Beginn des 4. Jahrtausends v. Chr. zu datierende Ensemble wurde in einer Grube von 60 cm Durchmesser entdeckt. Alle Teile waren zum Zeitpunkt der Niederlegung fragmentiert. Der obere Bereich des Befundes war zerstört. Die Grube hatte infolge jahrhundertelangem Pflugackerbau nur noch eine Resttiefe von 25 cm. Ob ein nebenan gefundenes, zerscherbtes Gefäß ursprünglich Teil des Hortes war, konnte nicht geklärt werden.
In Dänemark erfolgte bereits im Jahre 1924 die Bergung des Hortes von Bygholm Nørremark in einer Kiesgrube bei Horsens. In der Nähe wurde 1967 bei Årupgård ein weiterer Kupferfund im Kies gemacht. Die Gegenstände waren in einem Gefäß der Trichterbecherkultur (TBK) deponiert worden. Der Bygholmfund eröffnete den Weg zur Zuweisung weiterer Einzelfunde in die frühe europäische Metallzeit (4500 bis 3750 v. Chr.). Kleine Metallfunde (Gold und Kupfer) traten in Dänemark, Mecklenburg und Pommern auch in den Megalithanlagen zutage. Damit war der Grund dafür gefunden, dass im Feuersteinspektrum der Trichterbecherleute Formen entstanden, die ohne die metallenen Vorbilder nicht zu erklären waren.

## Deutung
Die Funde aus Neuenkirchen waren intentionell deponiert worden. Die Gegenstände stammen, wie sich anhand der metallischen Zusammensetzung nachweisen ließ, aus Produktionszentren in Böhmen/Mähren und im Karpatenraum. Beide Plätze sind durch weitere Funde im Ostseegebiet belegt. Die Metalle müssen über die Oder importiert worden sein. Erzlagerstätten für Kupfer oder Gold gibt es im gesamten Ostseeraum nicht. Die Neuenkirchener Funde reihen sich nahtlos in das Spektrum dieser Importfunde ein und schließen die Lücke in diesen Raum.